# Resolució 371 del Consell de Seguretat de les Nacions Unides
La Resolució 371 del Consell de Seguretat de les Nacions Unides, fou aprovada per unanimitat el 24 de juliol de 1975, recordant les declaracions dels funcionaris de la República Àrab d'Egipte i un informe del Secretari General de les Nacions Unides sobre la Força d'Emergència de les Nacions Unides, el Consell va expressar la seva preocupació pel falta de progrés cap a una pau duradora a l'Orient Mitjà.
A continuació, el Consell va convidar a totes les parts implicades a aplicar la Resolució 338 del Consell de Seguretat de les Nacions Unides, va renovar el mandat per a la Força d'Emergència durant uns altres 3 mesos fins al 24 d'octubre de 1975 i va demanar que el Secretari General presentés un informe sobre qualsevol avenç respecte a la situació abans de l'expiració del mandat renovat.
La resolució va ser aprovada per 13 vots; la República Popular de la Xina i Iraq no van participar en la votació.